# Walter Benítez
Walter Daniel Benítez (ur. 19 stycznia 1993 w San Martín) – argentyński piłkarz występujący na pozycji bramkarza w holenderskim klubie PSV Eindhoven. Ojciec piłkarza pochodzi z Paragwaju.